# Jalloul Ayed
Pour les articles homonymes, voir Ayed.
Jalloul Ayed (arabe : جلول عياد), né le 6 février 1951 à Khniss, est un banquier, homme politique et compositeur tunisien. Il est ministre des Finances de janvier à décembre 2011 au sein du gouvernement d'union nationale de Mohamed Ghannouchi, qui suit la révolution, puis dans celui de Béji Caïd Essebsi.

## Biographie

### Études
Jalloul Ayed étudie à l'université de Tunis, où il obtient, en 1977, à la faculté de droit et des sciences économiques, une licence en économie. Il poursuit ses études à l'université du Maryland, où il obtient, en 1979, un master d'économie.

### Carrière professionnelle
Jalloul Ayed commence à travailler en tant que directeur général de la filiale tunisienne de la Citibank et directeur des opérations des filiales algérienne et libyenne. Il devient vice-président de Citicorp en 1987 puis directeur général de Corporate Bank aux Émirats arabes unis en 1988. Il poursuit sa carrière dans les mêmes banques en tant qu'administrateur délégué de Citibank Maghreb à Casablanca (Maroc) et country corporate officer de Citicorp-Citibank au Maroc (1990-1995) puis, à partir de 1996, en tant que senior banker au bureau « division des financements pour l'Europe, l'Afrique et le Moyen-Orient » au sein de Citicorp International Ltd à Londres. Il est directeur général de la Corporate Bank à partir de 2004.
Dès 1998, il réorganise la Banque marocaine du commerce extérieur (BMCE), notamment en créant les pôles « banque d'affaires » et « corporate finance » (ce dernier existe mais il participe à son développement), la salle de marchés, les premiers fonds offshore de capital-développement et des opérations dans de nouveaux pays, dont le Sénégal et le Cameroun. Il en est, dès 2002, membre du comité de direction. Il crée, en 2006, une nouvelle filiale, Axis Capital, qui gère des actifs, permet des intermédiations boursières et des conseils. En 2010, il est vice-président de la filiale britannique de la BMCE.
Il est vice-président du conseil de surveillance de la compagnie d'assurance marocaine RMA Watanya, membre du Conseil maroco-américain pour le commerce et l'investissement et président honoraire de la Chambre américaine du commerce. En 1993, il est président de l'Euromed Forum.

### Carrière politique
À la suite de la révolution de 2011, Jalloul Ayed est nommé ministre des Finances dans le gouvernement d'union nationale de Mohamed Ghannouchi puis dans celui de Béji Caïd Essebsi. Ahmed Adhoum est son secrétaire d'État chargé des Domaines de l'État, jusqu'au 27 mars, date à laquelle il devient ministre de plein exercice.
Après avoir quitté ses fonctions ministérielles, il est présenté le 6 juin 2014 comme candidat à la présidence de la Banque africaine de développement dont l'élection se tient le 28 mai 2015 ; c'est finalement le candidat du Nigeria, Akinwumi Adesina, qui est retenu par le conseil des gouverneurs de la banque.

## Autres activités
Grand amateur de musique classique, Jalloul Ayed a composé plusieurs symphonies :
- Magador
- Hannibal Barca
- Parfum de Jasmin

Ces œuvres ont été notamment dirigées par les chefs d'orchestre Ahmed Achour, Sem Slimane ou encore Jean-Charles Biondi. Ainsi, la chaîne de télévision Nessma diffuse le 19 octobre 2010 un concert de ses compositions, baptisé « Concert des jasmins ».

## Distinctions
- Commandeur de l'ordre de la République tunisienne[7],[8].

## Publications
- Tunisie, la route des jasmins, Paris, Éditions de la Différence, 2013, 235 p. (ISBN 978-2-7291-1997-3).